# 竜の橋

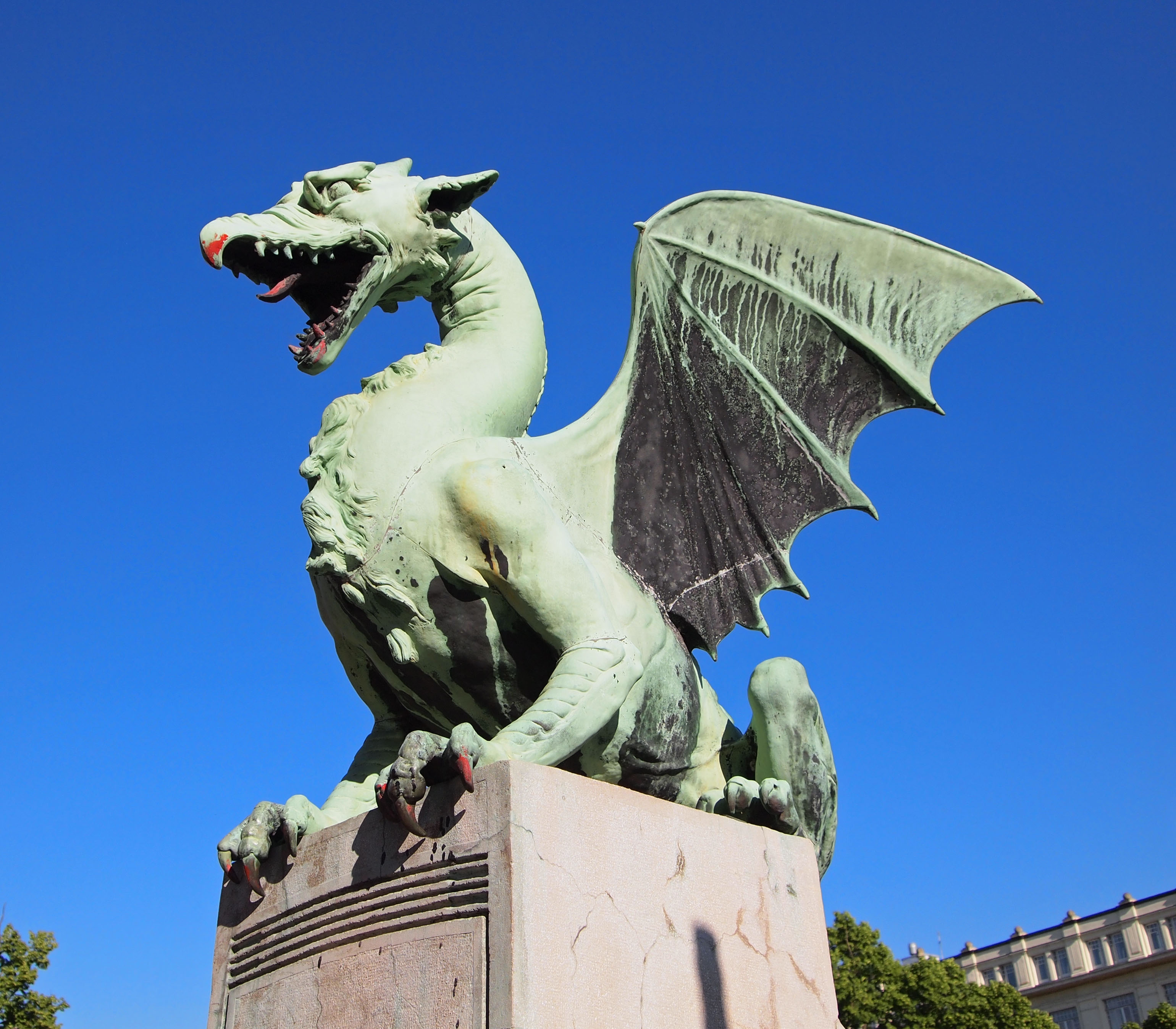

竜の橋（りゅうのはし、Zmajski most、ズマイスキ・モスト）は、リュブリャニツァ川に架かっている橋である。竜はスロベニアの首都リュブリャナのシンボルである。リュブリャナ中心地に位置する。
1895年のリュブリャーナ大地震によって崩落した肉屋の橋（Mesarski most、メサルスキ・モスト）の代わりに、リュブリャナ市長イヴァン・フリーバル (en) の任期中に新しい鉄筋コンクリートの橋が建てられた。リュブリャーナ初の鉄筋コンクリートの橋であった。
1901年に開橋された当時、フランツ・ヨーゼフ1世の即位40周年（1848-1888）を祝賀する意味を込めて、祝賀橋（ドイツ語でJubiläumsbrücke）と命名されたが、4頭の竜の彫刻によって装飾されていることから、竜の橋と呼ばれるようになった。